# Pteris subquinata
Pteris subquinata är en kantbräkenväxtart som först beskrevs av Nathaniel Wallich och Richard Henry Beddome, och fick sitt nu gällande namn av Agardh. Pteris subquinata ingår i släktet Pteris och familjen Pteridaceae. Inga underarter finns listade.